# Il destino dei nani
Il destino dei nani è il quarto romanzo del ciclo La Saga della Terra Nascosta di Markus Heitz, scritto nel 2008 e tradotto in Italia nel 2009.

## Trama
La Forra Oscura è stata sigillata tramite un Diamante magico che irradia una barriera invalicabile per chiunque; mantenendo al sicuro i popoli della terra nascosta. Tuttavia il Diamante sta perdendo potere sgretolandosi fino a diventare pura roccia inutile, liberando così le bestie demoniache assetate di sangue. Quando esse saranno liberate Böindil e Goda si troveranno davanti un'armata micidiale con a capo il loro vecchio amico Tungdil in un'armatura nera di tionio. Nel frattempo, nei regni conosciuti dominano Albi, Draghi e il Kordrion scappato anni or sono dalla Forra Oscura; assieme a questi il vecchio mago Lot-Ionan è passato alla magia oscura dominando vasti territori una volta appartenenti ai nani. Le stirpi naniche conosciute sono state quasi del tutto distrutte, solo i Quarti resistono e i Terzi alleati agli Albi continuano la loro guerra personale verso i propri simili. Dopo l'uccisione dell'imperatore Nanico da parte di un Elfo nel capitolo precedente; gli Elfi avevano subito un attacco massiccio da parte di un vasto numero di nani. Già in numero molto limitato gli Elfi, popolo dei boschi, nel quarto e ultimo capitolo sono vicini alla capitolazione finale: "L'estinzione". Tungdil tornato dalla Forra dopo duecentocinquanta cicli è cambiato profondamente: irriconoscibile agli occhi dei suoi vecchi compagni e non intenzionato a prendere parte alla liberazione dei vecchi popoli tuttora sottomessi. Böindil dovrà trovare uno stratagemma per convincere Tungdil a portare a compimento il piano che lo stesso amico aveva progettato, che prevedeva di ottenere l'aiuto di Lot-Ionan per distruggere la Forra Oscura, indebolendolo mandandogli contro, tramite un astuto stratagemma, il letale Kodrion, per poi costringerlo a seguirli fino alla Forra. Tungdil pensa anche alla liberazione della Terra Nascosta tramite un procedimento simile, mandando il potente drago Lohasbrander contro gli albi. Nel corso dell'avventura, la piccola squadra di nani, aiutata da soldati scelti dei Primi e Terzi che si ribellano agli albi, verranno affiancati da Coïra, principessa del Weyurn, regno dominato dal Drago, una maga, Mallenia, discendente del re Mallen Von Ido, donna a capo dei ribelli che combattono gli albi e i Terzi, e Rodario Settimo, discendente dell'Incredibile Rodario, ormai leggenda.

## Edizioni
- Markus Heitz, Il destino dei nani, Editrice Nord, 2009,  p. 612, ISBN 978-88-429-1602-4.